# Google Immagini
Google immagini (Google Images) è il motore di ricerca di immagini sul web fornito da Google.

## Caratteristiche
Il servizio è gratuito ed accessibile dalla pagina principale di Google cliccando sul link contenuto nel riquadro App Google. È in grado di filtrare le immagini in base alla dimensione, al colore, al tipo, all'ora e ai diritti di utilizzo. Una volta effettuata la ricerca, se si clicca su un'immagine, Google ne mostra un'anteprima, con poi la possibilità di visualizzarla a dimensione reale o a collegarsi alla pagina che la contiene.
Esiste anche la possibilità di effettuare una ricerca per immagini: trascinata un'immagine nel box di ricerca, si cercano sul web le immagini visivamente simili a quella caricata.
Google Image Search è compreso nella Google Toolbar scaricabile con alcuni browser, tra cui Internet Explorer e Firefox.
A partire dall'ottobre 2023, iniziando dalla versione statunitense di Google, è possibile generare immagini con l'intelligenza artificiale generativa di Imagen direttamente dalla barra di ricerca, senza l'apertura di siti o applicazioni esterni.